# Polystichum conifolium
Polystichum conifolium là một loài dương xỉ trong họ Dryopteridaceae. Loài này được Schumach. mô tả khoa học đầu tiên năm 1803.
Danh pháp khoa học của loài này chưa được làm sáng tỏ. 